# The F.A. Premier League Football Manager 2000
The FA Premier League Football Manager 2000 je nogometna menadžment videoigra, druga u Premier League Football Manager serijalu. Njen proizvođač je britanski Krisalis Software, a izdavač je EA Sports. Igra je izdana u listopadu 1999.

## Vanjske poveznice
- 3D Gamers - The FA Premier League Football Manager 2000